# مقاطعة بتلر (بنسلفانيا)
مقاطعة بتلر (بالإنجليزية: Butler County, Pennsylvania)‏ هي إحدى مقاطعات ولاية بنسلفانيا في الولايات المتحدة. بلغ عدد سكانها 183862 نسمة في عام 2010 حسب إحصاء مكتب تعداد الولايات المتحدة.

## أعلام
- جيمس تومسون
- واشنطن روبلينغ
- روبرت دبليو. ليون
- ميشيل مكدونالد
- رالف إي. كامبل

## وصلات خارجية
- www.co.butler.pa.us